# エクスプローラー5号
エクスプローラー5号（英: Explorer 5）はアメリカ合衆国の人工衛星。重量17.24kg。宇宙線探知器、流星塵探知器、温度センサーを搭載していた。1958年8月24日ジュピターCロケットにより打ち上げられた。しかし、ロケットのブースターが切り離しの際二段目と衝突し、上段の角度がずれ軌道の投入に失敗した。